# Сипхонексай, Килаконе
Килаконе Сипхонексай (2 мая 1990, Вьентьян) — лаосский легкоатлет, участник Летних Олимпийских Игр в Лондоне.

## Карьера
Главным международным соревнованием Килаконе стали Летние Олимпийские игры в 2012 году, где он проиграл в первом же круге.